# The Little Black Boy

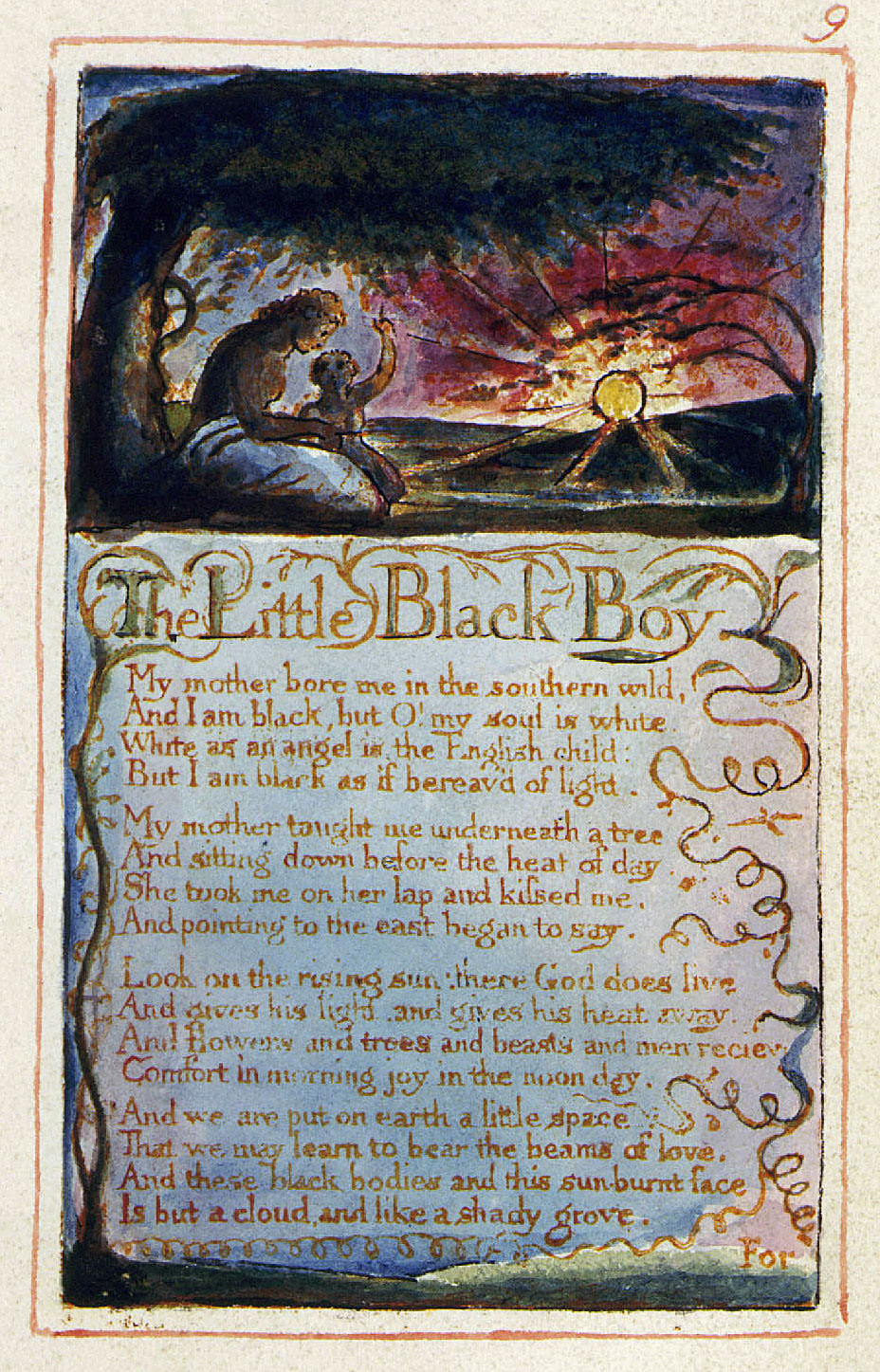
Prima stampa di The Little Black Boy

The Little Black Boy (letteralmente in italiano "Il ragazzino nero") è una poesia di William Blake raccolta in Songs of Innocence.

## Contenuti
Pubblicata quando ancora la schiavitù era legale e la lotta per abolirla nel Regno Unito era ancora agli inizi, in questa poesia Blake fa una riflessione sulla compatibilità delle usanze del tempo con i valori cristiani. Una chiara dimostrazione è la terza strofa, dove Blake usa il sole come metafora di Dio ("Look on the rising sun: there God does live"). Il verso citato non solo introduce la metafora religiosa che continuerà nelle seguenti strofe, ma il riferimento al sole nascente denota un cambiamento in atto.
Coerentemente con la metafora del sole, il fatto che Blake parli nella quarta strofa di corpi neri ("black bodies") e viso bruciato dal sole ("sunburnt face") sembra implicare che le persone di colore siano vicine a Dio come risultato della loro sofferenza, dato che la scottatura è causata dall'esposizione ai raggi del sole.
Nella strofa finale l'idea viene sviluppata ancora di più, perché il ragazzino nero dice che lui proteggerà dal caldo il ragazzo inglese. L'implicazione è che la pelle chiara del bambino inglese non sia abituata al calore (derivato dall'amore divino); altre interpretazioni critiche affermano che la candida pelle del bambino inglese in questa poesia sia il simbolo della distanza di Dio dagli inglesi, risultato del loro trattamento delle persone di colore.
Nella quinta strofa si parla di umanità unita: 
The cloud will vanish...»
metafora che continua nella sesta strofa:
in entrambe l'unità è realizzata dalla sparizione o libertà dalle nuvole, usate da Blake come metafora del corpo umano. Questi passi implicano che dopo la vita terrena, tutto verrà riunito in Dio.
Un altro dato rilevante in questa poesia è l'uso da parte del poeta di colori politicamente neutri come l'oro e l'argento per descrivere cose relative alla moralità. Le cose più importanti della vita, in termini spirituali e filosofici, sono indicati con colori legati né alla razza né alla classe sociali, ma al valore monetario.

## L'opera nelle tavole originali
C'è consenso accademico sul fatto che The Little Black Boy sia la nona tavola nelle stampe originali di Songs of Innocence and of Experience. Le seguenti tavole rappresentano una comparazione di diverse copie esistenti della poesia, la data di stampa, la loro posizione nella relativa edizione delle poesie e l'istituzione che le ha in custodia:

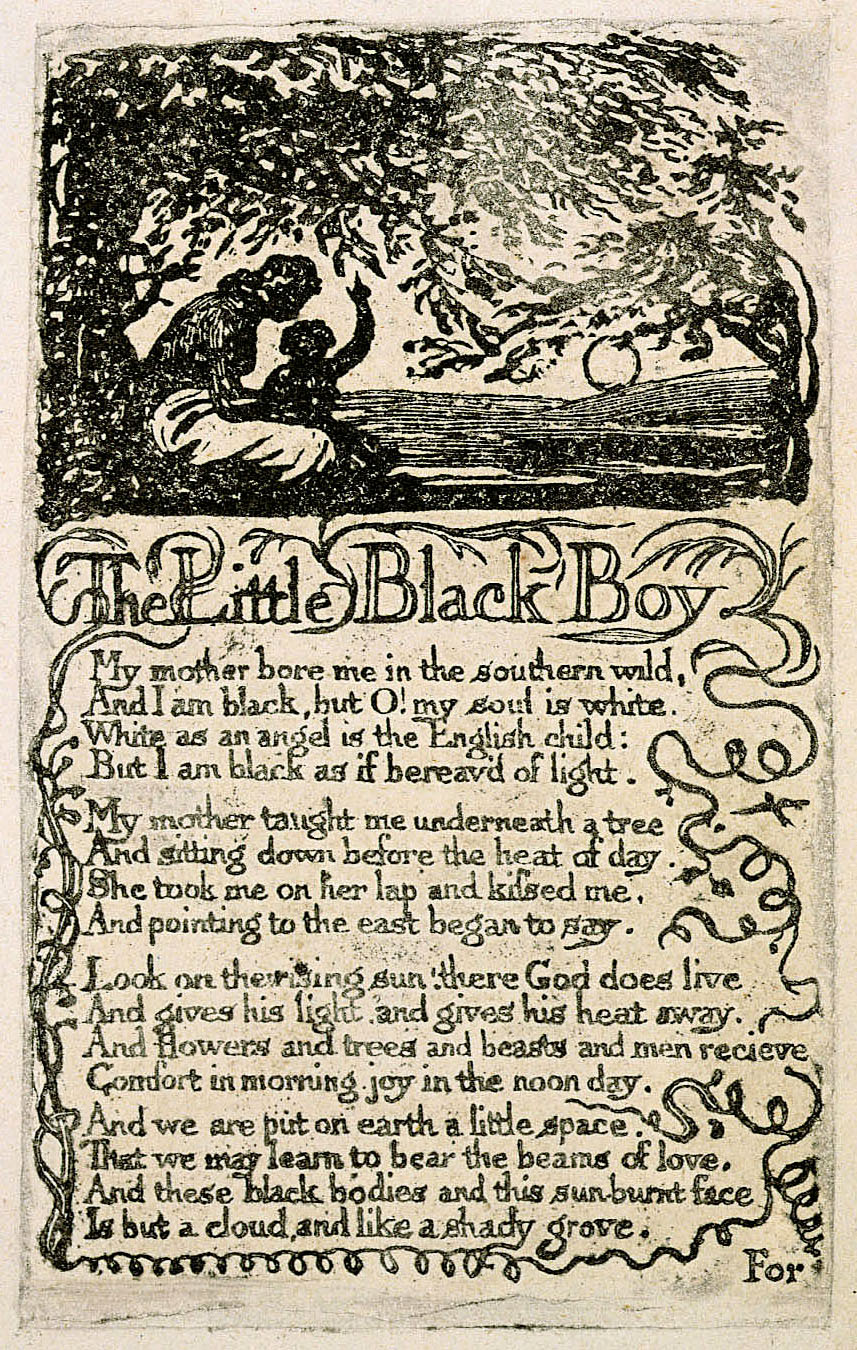
Songs of Innocence, copy U, 1789 (The Houghton Library) tavola 6 The Little Black Boy
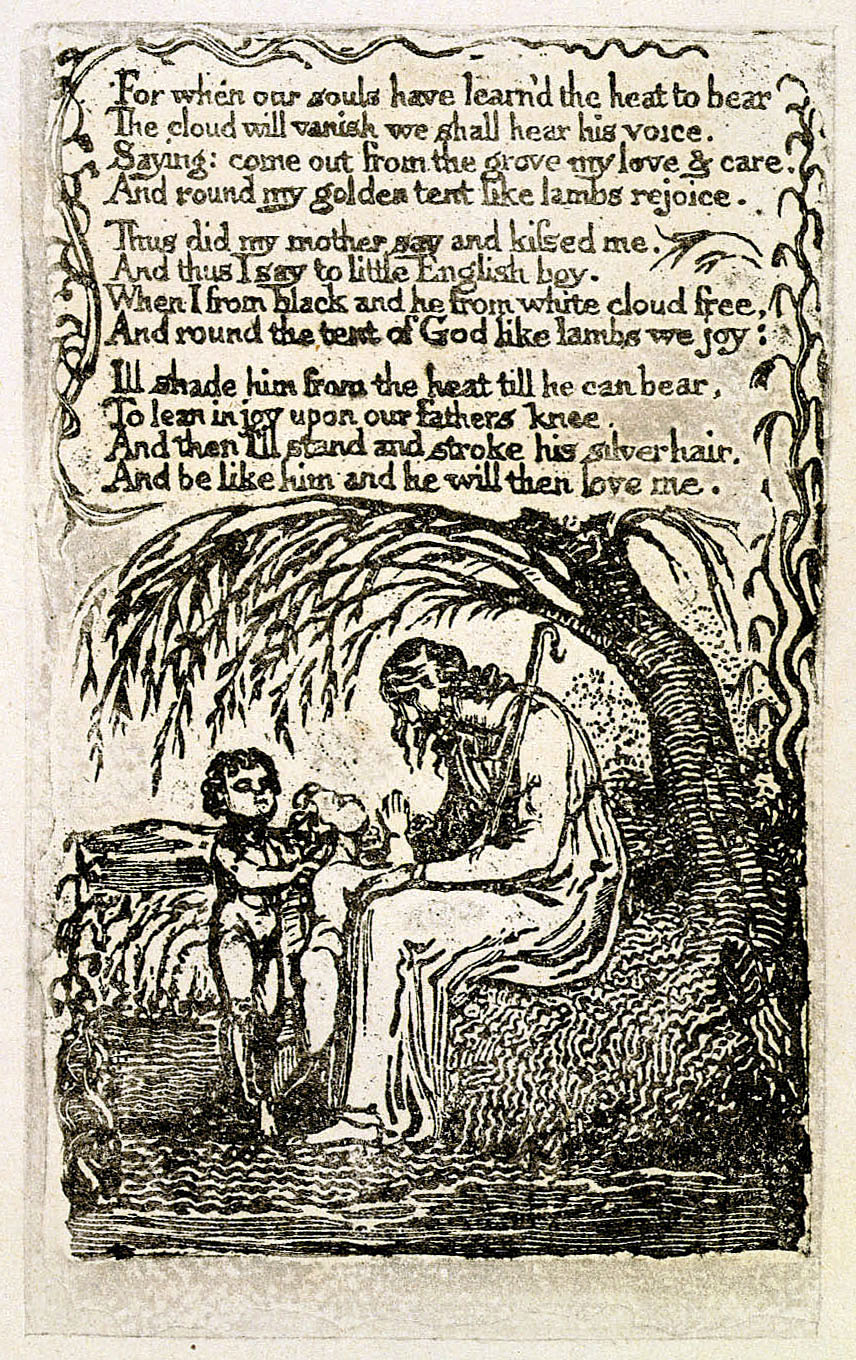
Songs of Innocence, copy U, 1789 (The Houghton Library) tavola 7 The Little Black Boy
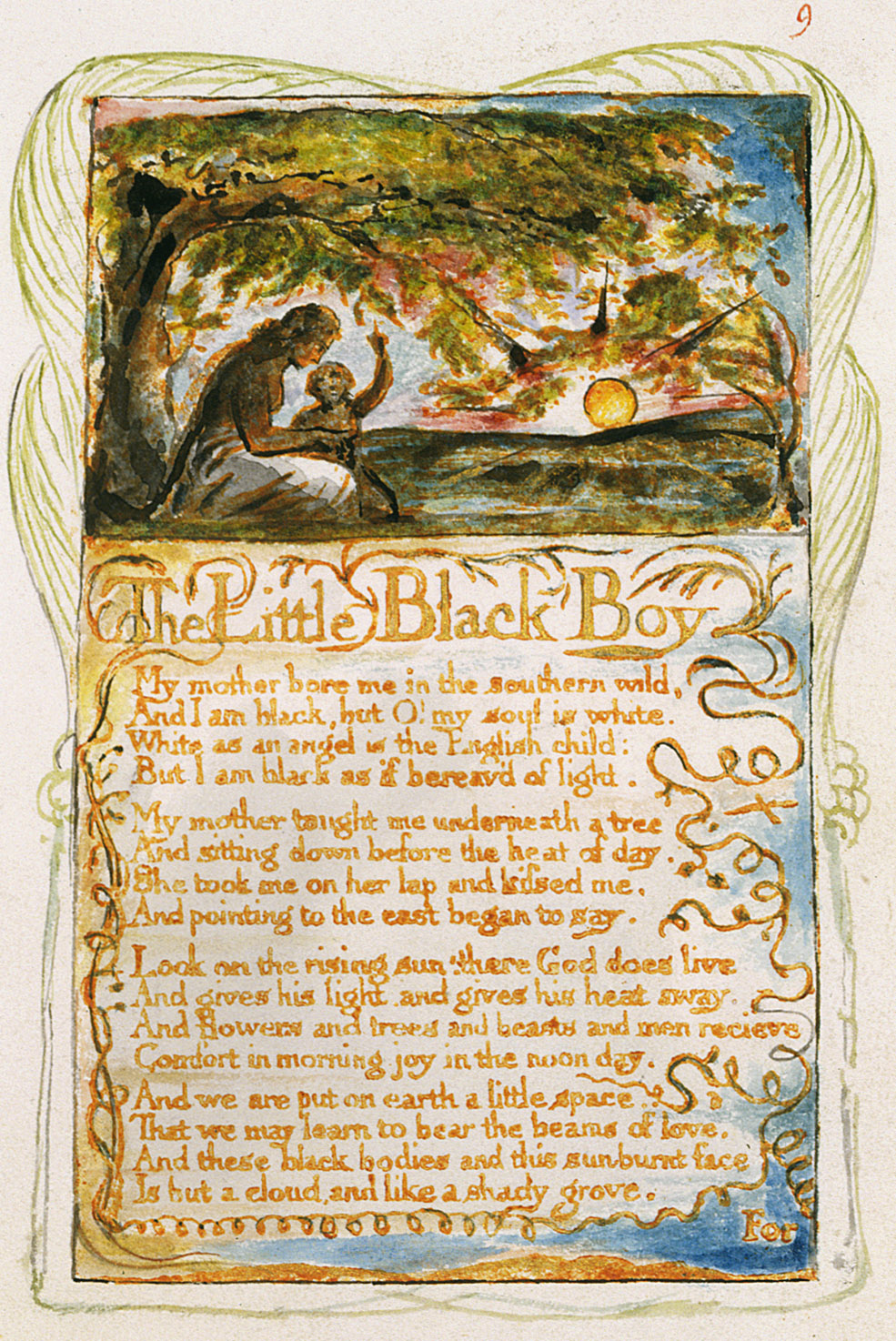
Songs of Innocence and of Experience, copy Y, 1825 (Metropolitan Museum of Art) tavola 9 The Little Black Boy
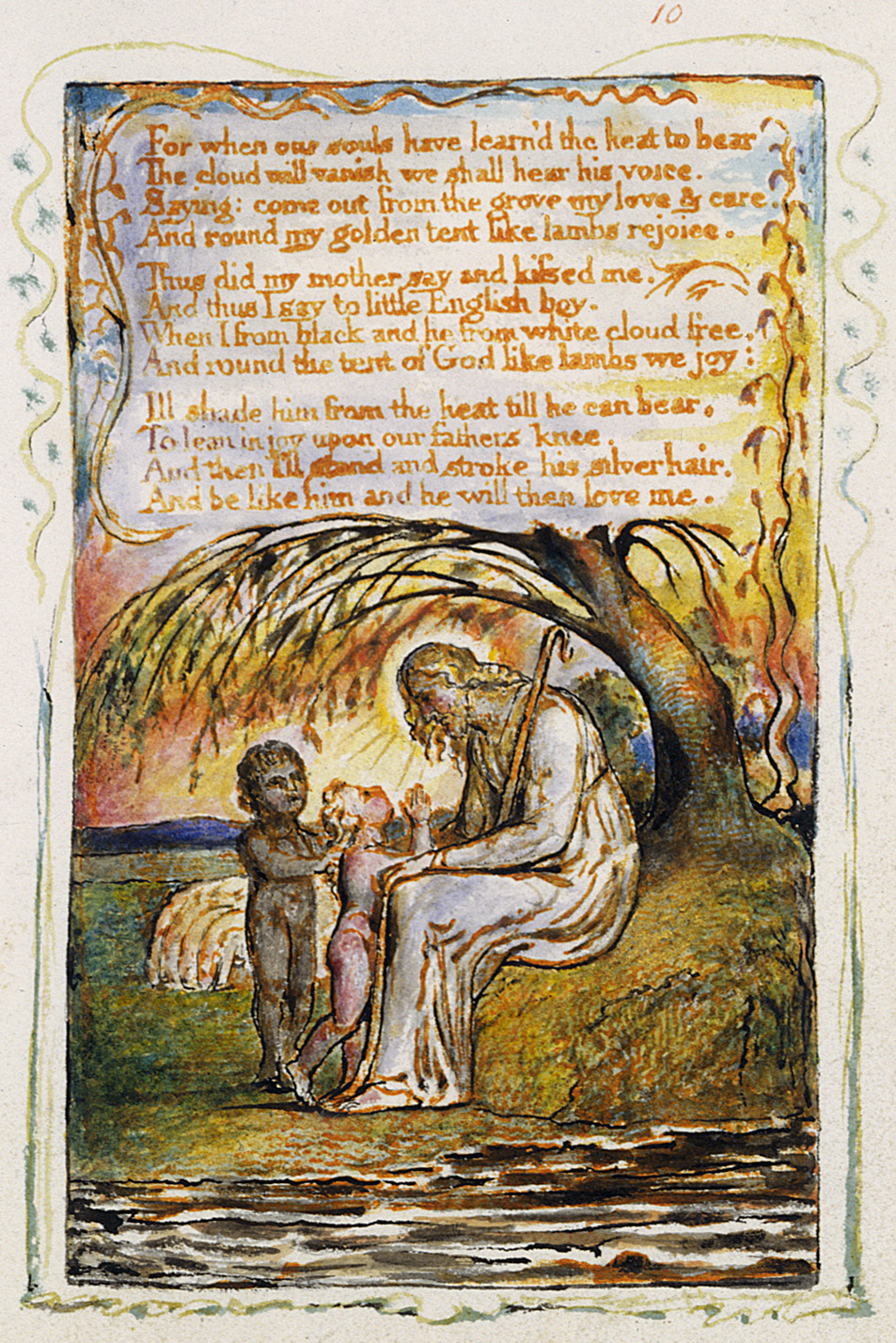
Songs of Innocence and of Experience, copy Y, 1825 (Metropolitan Museum of Art) tavola 10 The Little Black Boy
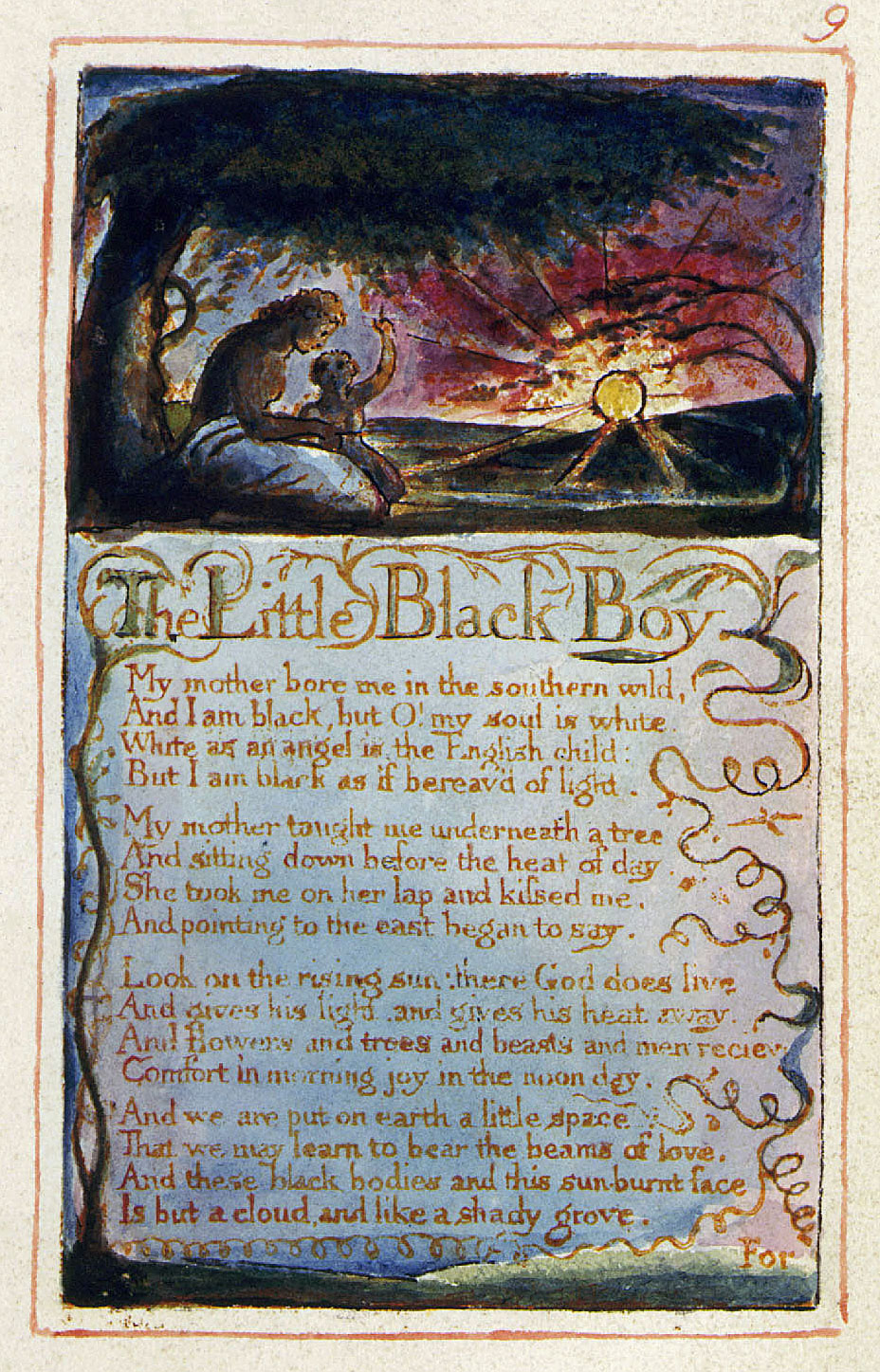
Songs of Innocence and of Experience, copy Z, 1826 (Library of Congress) tavola 9 The Little Black Boy
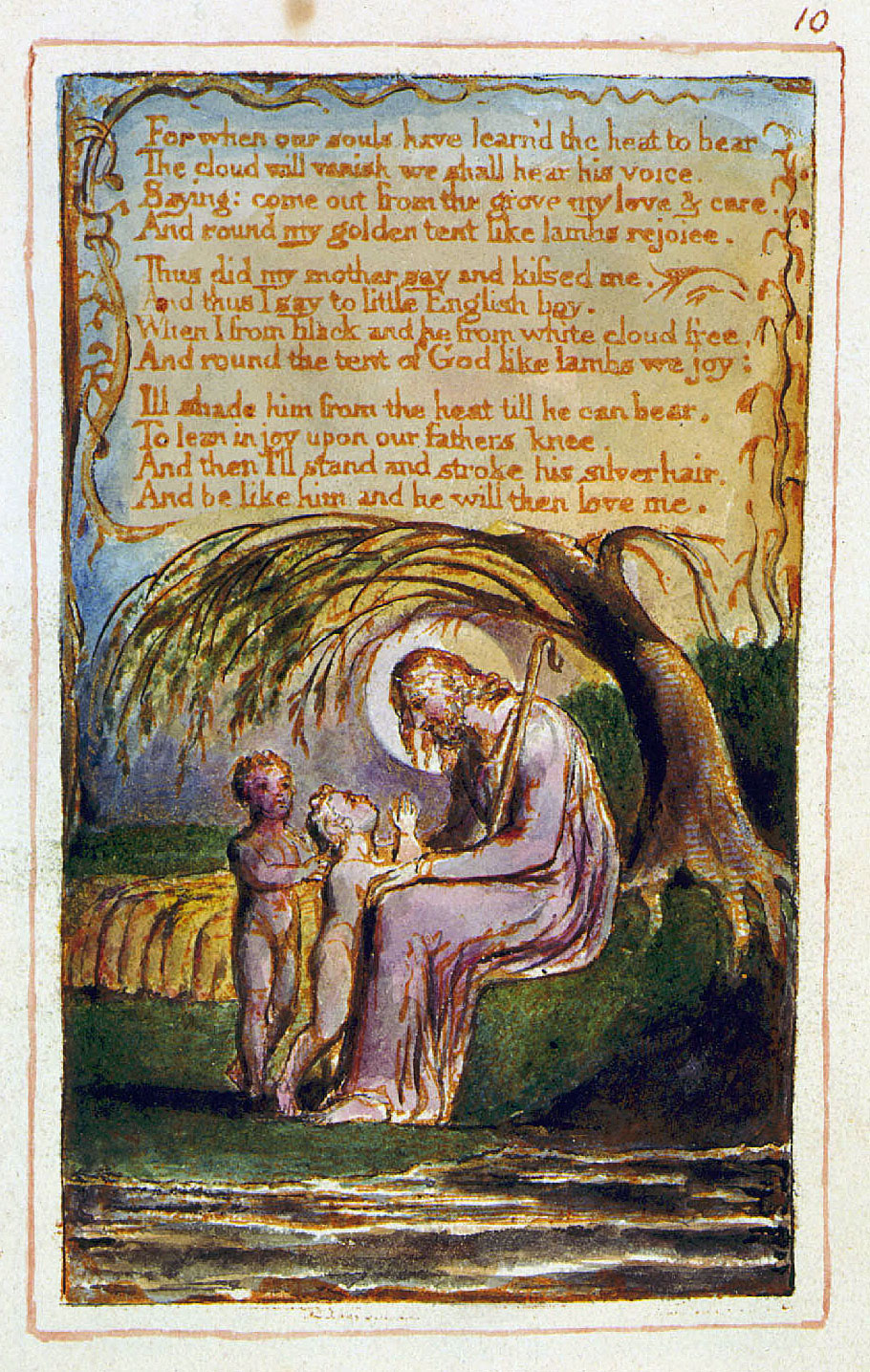
Songs of Innocence and of Experience, copy Z, 1826 (Library of Congress) tavola 10 The Little Black Boy
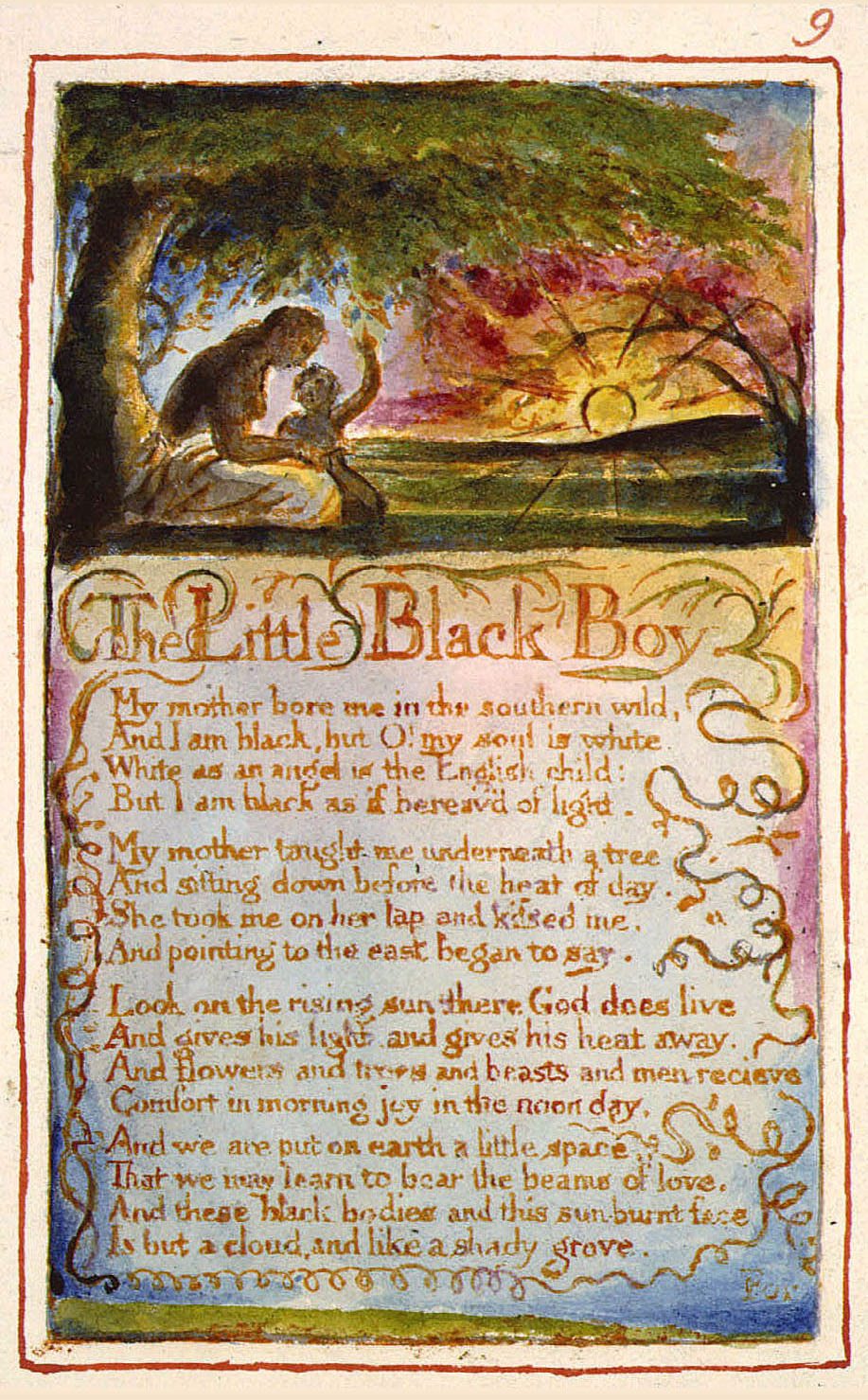
Songs of Innocence and of Experience, copy AA, 1826 (The Fitzwilliam Museum) tavola 9 The Little Black Boy
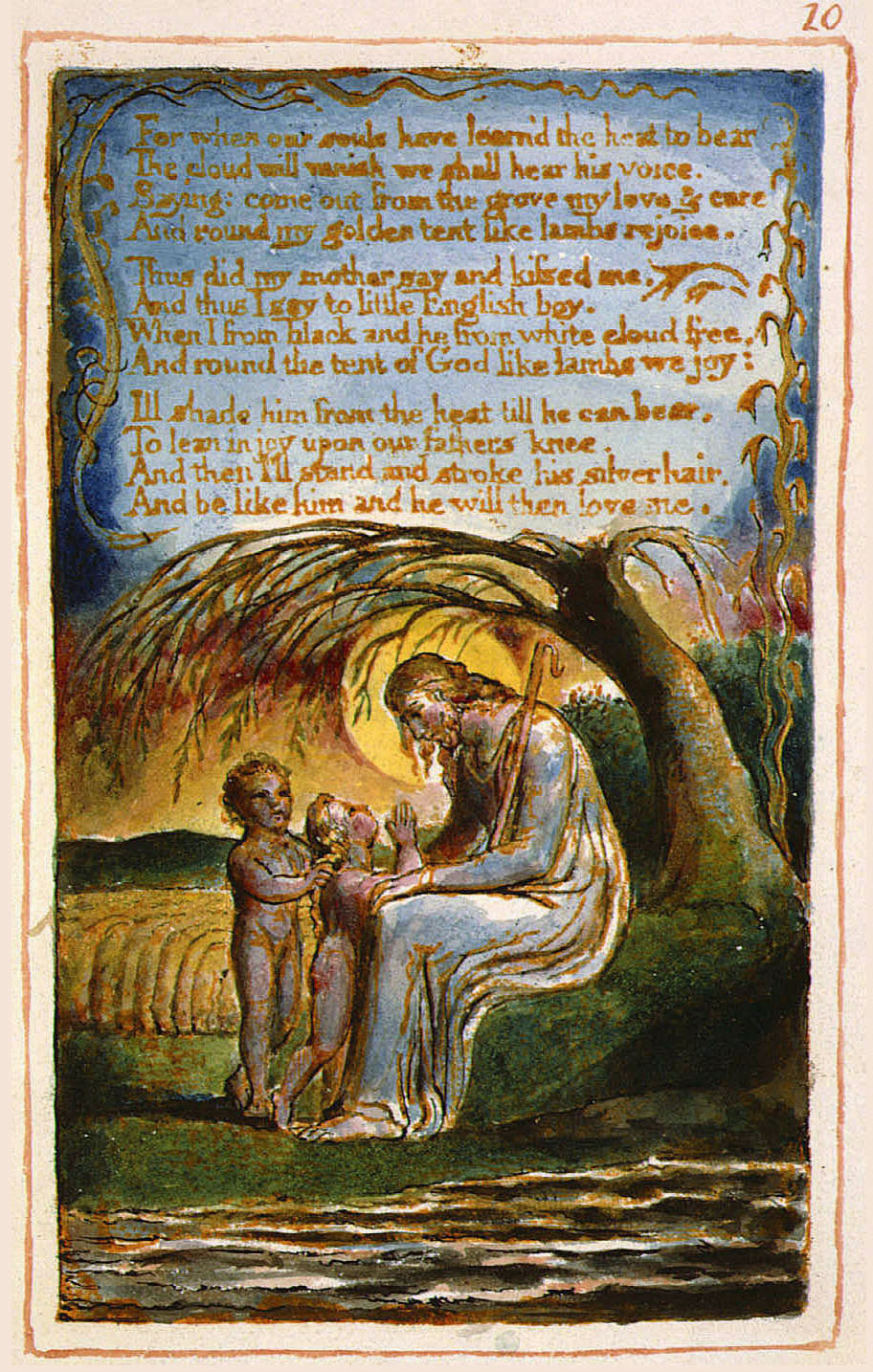
Songs of Innocence and of Experience, copy AA, 1826 (The Fitzwilliam Museum) tavola 10 The Little Black Boy